# La Torre d'Elna
La Torre d'Elna, o la Torre del Bisbe ([lə'turə'δɛlnə], [lə'turəδəl'bizbə] o, simplement, [lə'turə], estàndard [lə'torə'δɛlnə], [lə'torəδəl'bizbə] o, simplement, [lə'torə], en francès Latour-Bas-Elne), és el poble, cap del municipi del mateix nom, de 2.297 habitants el 2013, de la comarca del Rosselló, a la Catalunya del Nord. Antigament s'havia anomenat Asillac.
Està situat al sud-est de Perpinyà i a l'est d'Elna, a la zona sud-oriental del centre de la comarca. Es troba a la subcomarca de la Plana d'Elna, entre les conques del Reart i del Tec. La dita diu : "A La Torre, tothom s'hi amorra" ('amorrar-se' és instal·lar-se en una cadira).

## Etimologia

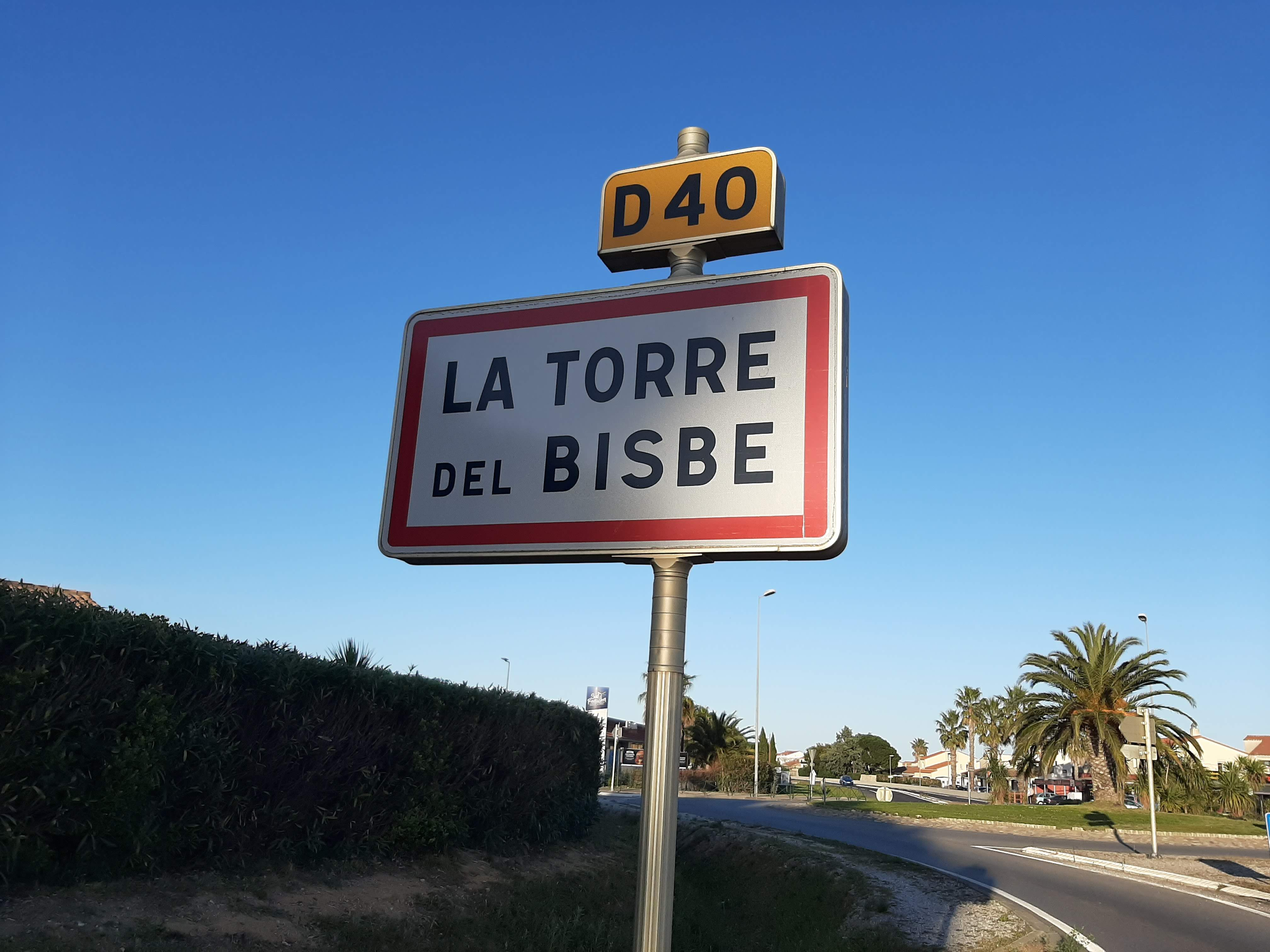
Rètol a l'entrada de la Torre del Bisbe.

En aquest cas es tracta d'un nom descriptiu: el poble pren el nom d'una torre existent en aquest lloc que pertanyia al Bisbe d'Elna. Al llarg de la història ha rebut diferents noms, tots ells al voltant de la mateixa idea: la Torre prop Elna (documentada el 1395), la Torre baix Elna (d'on la forma francesa amb què se'l coneix oficialment)... Joan Becat s'inclina clarament per la Torre del Bisbe com a nom del poble; aquesta forma era l'habitual al segle xiv. La forma de la Torre d'Elna no apareix fins al 1628.

## Geografia

### Localització i característiques generals del terme

Situació de la comuna de la Torre d'Elna en el Rosselló

El terme comunal de la Torre d'Elna, de 33.100 hectàrees d'extensió (un dels més petits del Rosselló), és a l'esquerra del Tec, en la zona oriental de la Plana d'Elna. La part del nord del terme data del pliocè, com també la plataforma on s'assenta el poble, i es tracta d'una antiga illa omplerta amb material al·luvial aportat pel Tec, el primitiu curs del qual passava pel terme de la Torre.
La zona sud del terme és una antiga zona de salanca, dessecada i actualment aprofitada per establiments turístics.
Cal destacar que algunes cases de Sant Cebrià de Rosselló, i el mateix cementiri nou d'aquesta població, es drecen en territori de la Torre d'Elna; de fet, els nuclis urbans respectius són continuïtat del de la població veïna.
Termes municipals limítrofs:
|      |  | Sant Cebrià de Rosselló |
|      |  |                         |
| Elna |  |                         |

### El nucli de la Torre del Bisbe, o d'Elna

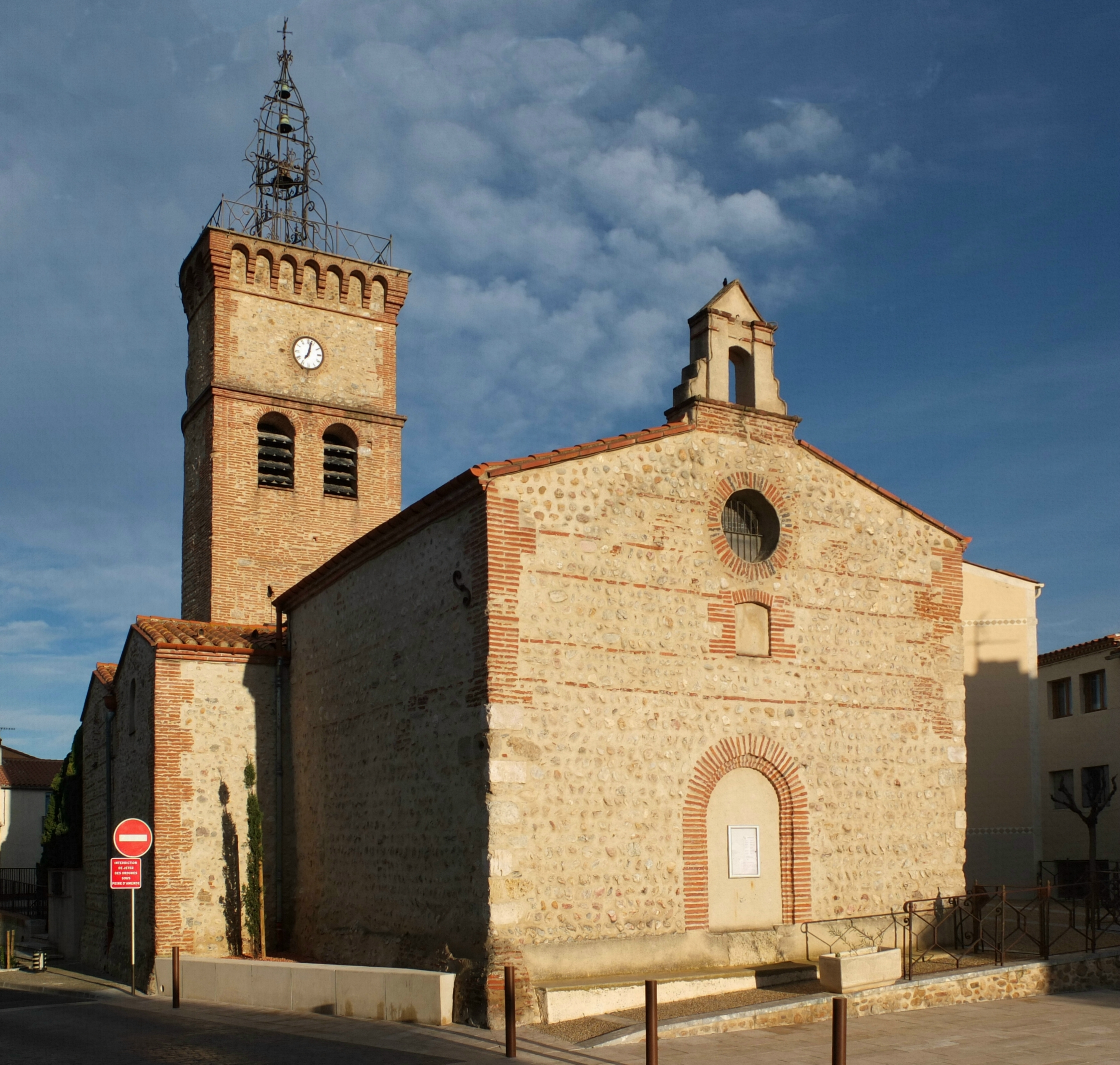
Església parroquial de Sant Jaume

El poble de la Torre d'Elna es va formar en forma de cellera a redós de la torre que li dona nom i de l'església de Sant Jaume, a l'entorn de la qual es forma una de les primeres celleres, o sagreres, documentades del país. Posteriorment s'engrandí amb la formació de dos barris; un, a l'entorn del Paller Nou, i l'altre, de la Plaça.
Existeixen a la Torre d'Elna diversos edificis destacats per diversos conceptes, com la Casa d'en Bertran de Balandà, el Castell d'Alexis, la Cava Vella, avui dia Sala de Festes, el Paller Nou, desaparegut, però que ha donat nom a un barri, el Porxo, la Sala Sant Galdric, que fou Casa de la Vila, i l'església parroquial de Sant Jaume. En el poble hi havia hagut també l'Abeurador i el Rentador o Llavador, desapareguts. Només queda el pou anomenat la Font. Un element religiós hi destaca, a part de l'església: el Crist, com en molts altres pobles rossellonesos. També cal esmentar el Cementiri, el Cementiri de Sant Cebrià, en terres de la Torre d'Elna, i la Tour, residència de persones grans.

### El vilar de Martí
El 938 està documentat un vilar que és denominat Martí. Estava situat entre la Torre d'Elna i la costa.

### Els masos
Un bon nombre de masos s'espigolen pel petit terme de la Torre d'Elna: el Casot, el Casot d'en Berteau, el Casot d'en Donesan, el Mas Bertran, el Mas de Cervera, el Mas de la Durana, o Mas Duran, el Mas d'en Dafis, abans Mas d'en Després, el Mas d'en Servinyà, o Mas Rousselin, el Mas Llanta, el Mas Roger, el Mas Simian, el Mas Valls, el Mas Vergés i el Molí, o Mas del Molí, abans el Molinàs o el Molí de Tornallops.

### Corrents d'aigua
Cap riu no discorre per aquest terme, i pel que fa als torrents, només n'hi havia un, actualment desaparegut en la trama urbana del poble: el Còrrec dels Inferns, que també feia de camí. Ara bé, hi ha un bon nombre de canals de drenatge (agulles): l'Agulla Cabdal, o Cabdal de la Torre, l'Agulla de la Rovina, o Cabdal de la Rovina, o, simplement, la Rovina, Agulla de la Verneda i Agulla dels Aspres, abans de la Llauseta, i d'irrigació: Agulla de la Sénia, l'Eixau dels Horts, o la Presa dels Horts, les Eixaus i el Rec de la Torre.
L'existència d'aquests corrents d'aigua motiva que en el terme torrellenc hi hagi diversos passos a gual, com el Pas de la Negada, avui dia Pont de la Negada i el Pas d'en Ferrer. Ran del Rec de la Torre hi havia hagut la Font d'en Sunyer, actualment desapareguda.

### El relleu
El terme de la Torre d'Elna és essencialment pla, amb alçades d'uns 8 metres sobre el nivell del mar. Ara bé, a l'extrem nord-oest del terme, al termenal amb Sant Cebrià de Rosselló i Elna es troba el Puig Ferran, de 29 metres d'altitud. El Puig Ferran és un turó de 29 metres que està situat a l'extrem nord-oest del terme. És l'única elevació destacable del seu terme, tan pla a la resta. Als seus peus, als vessants est i sud, s'estenen els moderns barris de Serrallonga i del Roure. Pertany a la terrassa del pliocè sobre la qual està situat el sector septentrional del terme comunal de la Torre d'Elna, que és, de fet, una antiga illa enmig de zones al·luvials més tardanes.

### El terme
Com que es tracta d'un terme comunal petit, el nombre de topònims de la Torre d'Elna és relativament petit: l'Aspre, Boades (nom en desús), Carrera de Carles, o de Carlemany, les Claves, les Closes, la Colomina (avui dia, aparcament de caravanes), els Horts del Bisbe, el Molinàs, Negabous, la Negada, Palol, el Pas d'en Ferrer, els Pedreguets, Puig Ferran, les Rieres, el Roure, o els Roures, Serrallonga, la Solsora, o la Sonsora, la Tomba de Roig, la Trilla del Bisbe (nom avui dia també en desús), la Verneda, Vilar Martí i el Xiprer.

## Activitats econòmiques
La Torre d'Elna és una població de clar origen agrícola, però que, per la seva situació, s'ha vist empesa cap al creixement del sector terciari, relacionat principalment amb el turisme. La major part de l'agricultura és de regadiu, per la qual cosa l'activitat agrícola principal no és la vinya, com a la major part de pobles rossellonesos, sinó l'horticultura, amb quasi 400 hectàrees. Una cinquantena d'explotacions agrícoles cullen hortalisses: carxofes, escaroles, col-i-flors, patates primerenques, enciams, tomàquets, api, julivert i espàrrecs. En segon lloc, amb un centenar d'hectàrees, ve la vinya; una quarta part, amb vins de denominació d'origen. A poca distància, en tercer lloc, es troba la producció de fruita: préssecs, peres, albercocs i pomes.
Una part de la indústria existent és per al servei de l'agricultura, ja que dues de les indústries existents són d'embalatges per a fruites i hortalisses.

## Vies de comunicació

### Vies antigues de comunicació
L'única via de comunicació trobada en relació al terme de la Torre d'Elna és el pas de la Via Domícia a l'extrem oest del territori comunal, on discorria ben bé pel termenal amb Elna.

### Carreteres
Una sola carretera travessa el terme de la Torre d'Elna. Es tracta de la D-40 (D-2, a Paçà - Sant Cebrià de Rosselló), que entra, procedent d'Elna, per l'oest i en surt pel nord, en direcció a Sant Cebrià de Rosselló. El seu pas dibuixa un quart de cercle còncau cap al nord-oest.
La Torre d'Elna dista 17 quilòmetres de Perpinyà, 4 d'Elna i 5 de Sant Cebrià.

### Mitjans de transport públic
La línia 430 de la xarxa de transports de viatges Le bus à 1 € és l'única que enllaça la Torre d'Elna amb les poblacions veïnes. Va de Perpinyà a la Torre d'Elna, passant per Tesà, Cornellà del Bercol i Elna. Circula de dilluns a dissabte amb quatre serveis diaris en cada direcció, un al matí, un a migdia i dos a la tarda. La Torre d'Elna és, amb aquest mitjà de transport, a uns 50 minuts de Perpinyà, a uns 25 de Tesà, a uns 20 de Cornellà del Bercol i a uns 10 d'Elna.

### Els camins del terme
Dos dels camins, de fet la D-40, mereixen el nom de carretera: la Ruta Departamental, o Ruta d'Elna, i la Ruta Grossa, o del Litoral. Els camins del terme es poden dividir entre els que comuniquen amb els pobles de l'entorn, com el Camí del Mas de Capellans, o de la Mar, el Camí d'Elna a Sant Cebrià, el Camí d'Argelers, o Camí del Pas de la Negada i el Camí del Tec, o Camí vell d'Argelers, i els que duen a indrets determinats de l'interior del terme de la Torre d'Elna: Camí de les Claves, Camí de les Forques, Camí del Molí, o del Mas del Molí, Camí del Molí d'en Torner, Camí del Pas d'en Ferrer, Camí dels Aspres, Camí dels Horts i Camí de Palol.

## Història

### Història Antiga
Al Pas d'en Ferrer, al sud-est del poble i prop del límit oriental de la Torre d'Elna amb Sant Cebrià de Rosselló, en tractar-se d'una zona fluvial, s'ha trobat nombrós material, una part del qual pot haver estat aportat en diferents èpoques per les crescudes del riu. Hi ha des de restes de ceràmiques protohistòriques fins a d'altres de contemporànies. El gruix, però, és d'època tardorepublicana i de l'Alt i Baix Imperi, amb mostres de tota mena de terrissa.
Als Pedreguets, a llevant del poble de la Torre d'Elna i, igualment, prop del límit amb Sant Cebrià, es va trobar un hàbitat del Baix Imperi, que va estendre les seves restes sobre uns 5.000 m². Fragments de teules, de ceràmica comuna i fina, africana de cuina, sigil·lata del sud de la Gàl·lia i fragments d'àmfores itàliques completen el jaciment, datable als segles iii i iv de la nostra era. Més tard s'hi va trobar una desena de monedes antigues del tercer quart del segle iii a la segona meitat del IV. Al nord-oest dels Pedreguets i al nord-est del poble es troba l'Aspre, territori on es localitza una ocupació continuada des del segle i a JC fins, almenys el II d JC. Deu tractar-se de la perifèria d'un hàbitat gran, amb nombrós material antic, semblant al dels altres jaciments de la zona. A les Closes del Bisbe, a llevant de la Torre d'Elna, sobre el camí antic que duia al Mas dels Capellans, es va trobar també un jaciment amb presència de vestigis de construcció.

### Història Medieval
Els documents més antics relacionats amb aquest poble parlen d'una Asiliago (914), o bé d'una villa Turre alio nomine Aziniaco (939), o d'Aziliacum (955). A partir del segle X la població és esmentada principalment com a la Torre.
Molt aviat apareix la Torre relligada a l'església d'Elna, però al segle x hi és infeudada la família Pià. Al XII una família amb el cognom la Torre tenia la batllia d'aquest poble en nom del bisbe d'Elna. Diversos conflictes que es donaren feren que el segle xiii l'església en recuperés el domini directe, i el 1139 l'església del castrum de Turri Elnensis ecclesiae tornava, a perpetuïtat a domini episcopal. Hi va pertànyer fins a la caiguda de l'Antic Règim.

## Demografia

### Demografia antiga
La població està expressada en nombre de focs (f) o d'habitants (h)
| Evolució demogràfica de la Torre d'Elna entre 1358 i 1790 | Evolució demogràfica de la Torre d'Elna entre 1358 i 1790 | Evolució demogràfica de la Torre d'Elna entre 1358 i 1790 | Evolució demogràfica de la Torre d'Elna entre 1358 i 1790 | Evolució demogràfica de la Torre d'Elna entre 1358 i 1790 | Evolució demogràfica de la Torre d'Elna entre 1358 i 1790 | Evolució demogràfica de la Torre d'Elna entre 1358 i 1790 | Evolució demogràfica de la Torre d'Elna entre 1358 i 1790 | Evolució demogràfica de la Torre d'Elna entre 1358 i 1790 | Evolució demogràfica de la Torre d'Elna entre 1358 i 1790 | Evolució demogràfica de la Torre d'Elna entre 1358 i 1790 | Evolució demogràfica de la Torre d'Elna entre 1358 i 1790 | Evolució demogràfica de la Torre d'Elna entre 1358 i 1790 | Evolució demogràfica de la Torre d'Elna entre 1358 i 1790 | Evolució demogràfica de la Torre d'Elna entre 1358 i 1790 |
| 1358                                                      | 1365                                                      | 1378                                                      | 1424                                                      | 1470                                                      | 1515                                                      | 1553                                                      | 1643                                                      | 1709                                                      | 1720                                                      | 1730                                                      | 1767                                                      | 1774                                                      | 1789                                                      | 1790                                                      |
| --------------------------------------------------------- | --------------------------------------------------------- | --------------------------------------------------------- | --------------------------------------------------------- | --------------------------------------------------------- | --------------------------------------------------------- | --------------------------------------------------------- | --------------------------------------------------------- | --------------------------------------------------------- | --------------------------------------------------------- | --------------------------------------------------------- | --------------------------------------------------------- | --------------------------------------------------------- | --------------------------------------------------------- | --------------------------------------------------------- |
| 26 f                                                      | 27 f                                                      | 18 f                                                      | 18 f                                                      | 14 f                                                      | 9 f                                                       | 7 f                                                       | 24 f                                                      | 28 f                                                      | 27 f                                                      | 19 f                                                      | 108 h                                                     | 19 f                                                      | 27 f                                                      | 138 h                                                     |

Font: Pélissier 1986

### Demografia contemporània
| Evolució de la població |      |      |      |      |      |      |      |      |
| 1793                    | 1800 | 1806 | 1821 | 1831 | 1836 | 1841 | 1846 | 1851 |
| 105                     | 155  | 240  | 226  | 266  | 294  | 325  | 338  | 325  |

| 1856 | 1861 | 1866 | 1872 | 1876 | 1881 | 1886 | 1891 | 1896 |
| ---- | ---- | ---- | ---- | ---- | ---- | ---- | ---- | ---- |
| 350  | 310  | 316  | 303  | 329  | 342  | 395  | 351  | 358  |

| 1901 | 1906 | 1911 | 1921 | 1926 | 1931 | 1936 | 1946 | 1954 |
| ---- | ---- | ---- | ---- | ---- | ---- | ---- | ---- | ---- |
| 378  | 370  | 364  | 387  | 405  | 461  | 463  | 455  | 511  |

| 1962 | 1968 | 1975 | 1982 | 1990  | 1999  | 2004  | 2006  | 2009  |
| ---- | ---- | ---- | ---- | ----- | ----- | ----- | ----- | ----- |
| 555  | 631  | 661  | 945  | 1.346 | 1.711 | 1.926 | 2.001 | 2.170 |

| 2012  | 2013  |
| ----- | ----- |
| 2.223 | 2.297 |

Fonts: Ldh/EHESS/Cassini fins al 1999, després INSEE a partir deL 2004

### Evolució de la població

Evolució de la població

## Administració i política

### Batlles[10]
| Període                       | Nom         | Opció política                | Comentaris               |
| ----------------------------- | ----------- | ----------------------------- | ------------------------ |
| Març del 2001 – Moment actual | Pierre Rogé | Parti radical de gauche (PRG) | Divers de la dreta (DVD) |

Pierre Roge formà part dels 500 càrrecs electes que van apadrinar la candidatura de Jean Saint-Josse (Chasse, pêche, nature et traditions, CPNT) a les eleccions presidencials del 2002, i després la de Frédéric Nihous (del mateix partit) a les eleccions presidencials del 2007.

### Legislatura 2014 - 2020

#### Batlle
- Pierre Rogé.

#### Adjunts al batlle[13]
- 1a: Marie-Renée Escaro. President de la comissió Escolar i de lleure. Membre de la comissió de Finances, de la d'Urbanisme, de la d'Obres, de la del Centre Comunal d'Assistència social, de la d'Animació i Tradició i de la d'Associacions
- 2n: Henri Sanchez. President de la comissió d'Urbanisme i de la d'Obres. Membre de la comissió de Serveis públics, de la de Seguretat, de la d'Agricultura, entorn i desenvolupament, de la de Vida de poble i barris i de la de Personal
- 3a: Odile Pic. Membre de la comissió de Finances, de la d'Urbanisme, de la de Crida d'ofertes i de la d'Obres
- 4t: Jean Alsina. President de la comissió de Vida de poble i barris, de la de Personal i de la del Centre Comunal d'Assistència social
- 5è: François Bonneau. President de la comissió de Finances. Membre de la comissió de Joventut i Esports, de la d'Agricultura, entorn i desenvolupament i de la d'Animació i Tradició.

#### Consellers municipals
- Thérèse Badosa. Membre de la comissió d'Urbanisme i de la d'Obres i de la d'Associacions
- André Boussat. President de la comissió d'Impostos i de la de Seguretat. Membre de la comissió d'Urbanisme, de la d'Obres i de la de Vida de poble i barris
- Séverine Camps. Membre de la comissió de Finances, de la de Joventut i Esports, de l'Escolar i de lleure i de la de Serveis públics
- Jean-Marie Cayuela. President de la comissió de Joventut i Esports. Membre de la comissió d'Obres i de la d'Agricultura, entorn i desenvolupament
- Claude Costa. President de la comissió d'Agricultura, entorn i desenvolupament. Membre de la comissió de Finances, de la de Joventut i Esports i de la del Centre Comunal d'Assistència social
- Danièle Culat. Membre de la comissió de Cultura i Comunicació, de l'Escolar i de lleure, de la de Serveis públics i de la d'Agricultura, entorn i desenvolupament
- Evelyne Decrock. Membre de la comissió de Finances, de la d'Urbanisme, de la de Joventut i Esports, de la de Serveis públics, de la comissió d'Animació i Tradició i de la d'Associacions
- Julien Llugany. President de la comissió d'Animació i Tradició. Membre de la comissió de Finances, de la d'Urbanism, de la de Joventut i Esports, de la de Crida d'ofertes, de la de Seguretat i de la de Vida de poble i barris
- Adel M'zouri. President de la comissió de Cultura i Comunicació. Membre de la comissió de Finances, de la d'Urbanisme, de la de Crida d'ofertes, de la d'Obres, de la de Serveis públics, de la de Seguretat, de la comissió d'Animació i Tradició i de la d'Associacions
- Michelle Py. President de la comissió de Crida d'ofertes. Membre de la comissió de Finances, de la d'Urbanisme, de la d'Obres, de la de Seguretat i de la de Vida de poble i barris
- Patricia Sénéga-Dupré. Membre de la comissió de Finances, de la d'Impostos, de la d'Obres i de la d'Associacions
- Gérard Ponsaty. Conseller a l'oposició. Membre de la comissió d'Impostos
- Claude Delanne. Conseller a l'oposició. Membre de la comissió d'Impostos
- Gilberte Peralta. Conseller a l'oposició. Membre de la comissió d'Impostos
- Claude Rigaud. Conseller a l'oposició. Membre de la comissió d'Impostos
- Alain Valls. Conseller a l'oposició. Membre de la comissió d'Impostos.
- Françoise Costa. Consellera a l'oposició. Membre de la comissió del Centre Comunal d'Assistència social

### Administració cantonal

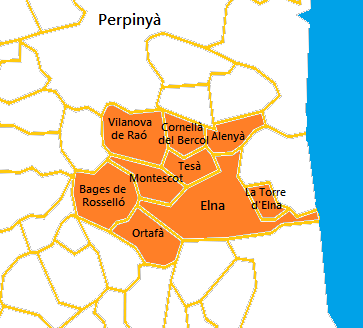
Mapa del Cantó de la Plana d'Illiberis

El 1790 la comuna de la Torre d'Elna fou inclosa en el cantó d'Elna, dins del districte de Perpinyà. El 1801 fou inclosa en el cantó de Perpinyà-Est, i posteriorment se la integrà en el nou cantó de Perpinyà-3, el 1973. En fou desglossada el 1982 per tal de formar part del nou creat cantó de La Costa Radiant.
A les eleccions cantonals del 2015 la Torre d'Elna ha estat inclòs en el cantó número 12, denominat La Plana d'Illiberis, amb capitalitat a la ciutat d'Elna i amb els pobles d'Alenyà, Bages, Cornellà del Bercol, Montescot, Ortafà, Tesà, la Torre d'Elna i Vilanova de Raó. Hi han estat escollits com a consellers departamentals Marie-Pierre Sadourny, del Partit Socialista, consellera municipal a l'oposició a Sant Cebrià, i Nicolas Garcia, del Partit Comunista Francès - Front d'esquerres, conseller municipal a l'oposició a Elna.

## Cultura i educació
La Torre d'Elna disposa d'una escola maternal i d'una escola primària (Escola Joseph Dauriach). Els estudiants, dels 12 anys en amunt, assisteixen als col·legis i liceus d'Elna.

## Entitats
- Als Frays, club de rugbi a 15 fundat el 1998 per Roger Blandignères, que el presidí alguns anys.